# Список науковців, що працювали в Ермітажі
Список видатних науковців, що працювали в Ермітажі.

## Імператорський Ермітаж
- Лукас Конрад  Пфандцельт (1716—1786), реставратор і художник
- Мітрохін Андрій Філіпович (1766—1845), реставратор

## Державний Ермітаж за часів СРСР
- Бенуа Олександр Миколайович (1870—1960, емігрант з 1926 р.)
- Яремич Степан Петрович (1869—1939), керівник відділку малюнків, керівник реставраційної майстерні Ермітажу
- Пунін Микола Миколайович (1888—1953, репресований, реабілітований посмертно)
- Орбелі Йосип Абгарович (1887—1961)
- Артамонов Михайло Іларіонович (1898—1972)
- Іллін Олексій Олексійович
- Левінсон-Лессінг Володимир Францевич (1893—1972)
- Линник Ірина Володимирівна (1922—2009), фахівець з західноєвропейського живопису.
- Спаський Іван Георгійович (1904—1990), голова нумізматичного відділу
- Максимова Марія Іванівна (1885—1973), антикознавець, доктор історичних наук
- Калікін Федір Антонович (1876—1971), відомий реставратор живопису
- Кузнецов Юрій Іванович, зав. відділку малюнків Ермітажу
- Манцевич Анастасія Петрівна (1899—1982), кандидат історичних наук
- Нікулін Микола Миколайович (1923—2009), мистецтвознавець, провідний науковий співробітник та член Вченої ради Державного Ермітажу, спеціалізувався на західноєвропейському мистецтві
- Луконін Володимир Григорович (1932—1984), археолог, іраніст

## Державний Ермітаж після 1991р
- Піотровський Михайло Борисович (1944 р. н.), доктор історичних наук, голова Спілки музеїв Росії